# Jean de Dormans
 (octobre 2015).
Jean de Dormans, cardinal avec le titre de cardinal-prêtre des Quatre Saints couronnés (1368-1373), fut chancelier et garde des sceaux sous les rois Jean II et Charles V.

## Biographie
Fils de Jean de Dormans, procureur au Parlement, lui-même avocat au Parlement, il s'éleva par son mérite aux premières dignités de l'État et de l'Église et fut élu évêque de Lisieux le 26 juin 1359. Il fut fait évêque de Beauvais en 1360, puis, lors du consistoire du 22 septembre 1368, Urbain V, lui remit son chapeau de cardinal.
De 1369 à 1373, il fut abbé de Saint-Pierre de Préaux.
Il fonda à Paris en 1370 le collège de Beauvais situé rue Jean-de-Beauvais sur la montagne Sainte-Geneviève ; il le nomma ainsi en l'honneur de la ville dont il était évêque. Chancelier de Normandie, il fut l'un des représentants du régent Charles au traité de Brétigny le 8 mai 1360. Chancelier de France de 1358 à 1359 puis de 1361 à 1372, son frère Guillaume de Dormans lui succéda à la Chancellerie de France. Jean de Dormans mourut, à Paris, le 7 novembre 1373.

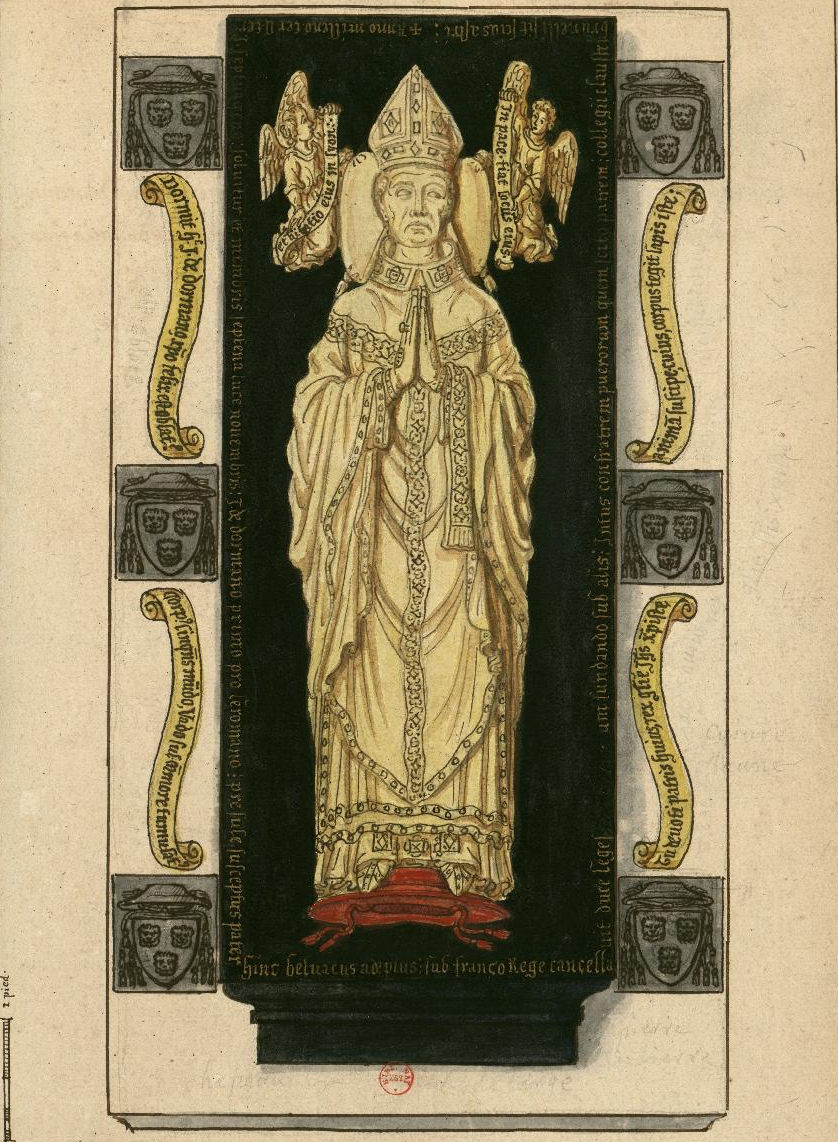
Tombeau de Jean de Dormans, évêque de Beauvais, aux Chartreux de Paris.
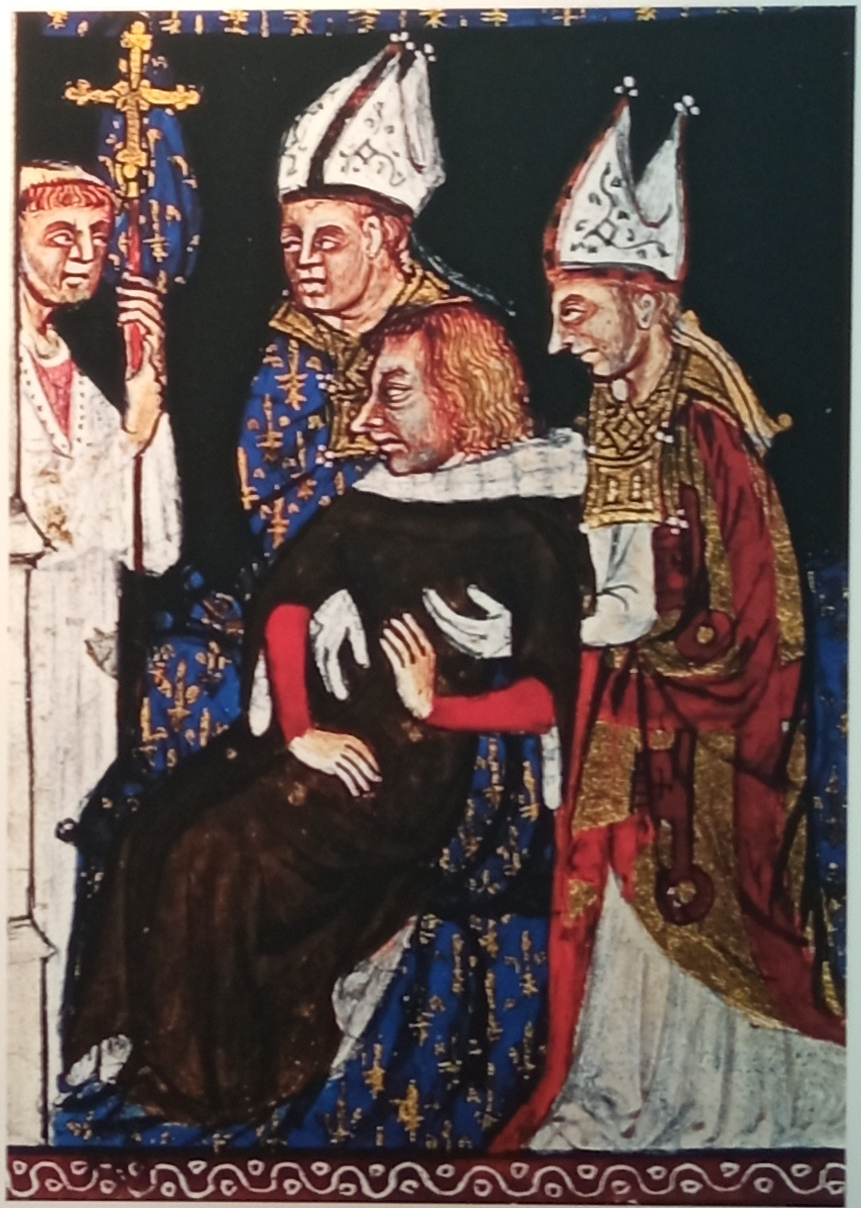
Jean de Dormans en rouge lors du sacre de Charles V le sage en 1364.